# 古德龙·韦格纳
古德龙·韦格纳（德語：Gudrun Wegner，1955年2月28日—2005年1月16日），德国女子游泳运动员。她曾代表东德参加1972年夏季奥林匹克运动会游泳比赛，获得女子400米自由泳铜牌。